# Jacotte Brokken
Jacotte Brokken (Beveren, 12 februari 1993) is een Belgische weerpresentator bij de Vlaamse Radio- en Televisieomroeporganisatie (VRT).

## Biografie
Brokken studeerde in 2015 af als master scheikunde aan de Universiteit Antwerpen. Nadien volgde ze een lerarenopleiding en een postgraduaat Digital Content Creation (2019) aan de Arteveldehogeschool. De eerste jaren van haar loopbaan gaf ze les, deed onderzoek in de chemie en werkte in de chemische industrie. Ze werkte twee jaar aan een doctoraat, waarin wetenschapscommunicatie aan bod kwam. Aan de Arteveldehogeschool was Brokken docent (klimaat)journalistiek, tot in 2024. In 2019 ging ze bij de VRT aan de slag als digital creative. Daar werkte ze onder meer voor Culture Club op Radio1, VRT Innovatie en De Warmste week. Dat jaar nam ze ook deel aan Studio Dada voor jong radiotalent op Studio Brussel. In samenwerking met de Vlaamse STEM Olympiade en het tijdschrift Eos maakte ze vanaf september 2019 de wetenschapsvlog Weet je Watt? voor jongeren en leerkrachten.
Ze is geboeid door wetenschap en wetenschapscommunicatie, geeft lezingen en maakt online podcasts en video's voornamelijk over klimaat en wetenschap. Op TikTok en YouTube post ze geregeld video's.
Ze maakte in 2021 de online reeks Discover Belgium, waarvoor ze alle 581 Belgische gemeentes wou bezoeken.
In 2023 volgde ze weerman Frank Deboosere op na zijn pensioen bij VRT, zonder te hoeven solliciteren. Ze presenteerde haar eerste weerbericht op 3 april 2023. Twee dagen per week brengt ze voor VRT het weerbericht op radio, tv en online. Ze geeft er ook duiding bij weer- of klimaatgerelateerde onderwerpen.
In het najaar van 2023 nam ze deel aan De Slimste Mens ter Wereld. Hierbij haalde ze de finale samen met Guga Baúl en Charlotte Adigéry.
Sinds 2023 is Brokken meter van de Vlaamse Olympiades voor Natuurwetenschappen.
Sinds 2024 is Jacotte Brokken ambassadeur van de Lokerse Feesten.
In het kader van de jaarlijkse actie tegen pesten STIP IT maakte ze in het najaar van 2024, vanuit haar persoonlijke ervaring, Niemand vindt u leuk, een vijfdelige podcast over dit thema.
Eind 2024 presenteert ze op VRT 1 Knappe koppen, een documentairereeks over innovatie aan de Vlaamse universiteiten. In het consumentenprogramma WinWin  dat in januari 2025 uitgezonden werd op VRT 1, presenteert ze de rubriek De Brokkentest. Na het uittesten van een product door een panel, geeft ze een wetenschappelijke verklaring voor het resultaat.